# Pont-l'Abbé-d'Arnoult
Pont-l'Abbé-d'Arnoult és un municipi francès situat al departament del Charente Marítim i a la regió de la Nova Aquitània. L'any 2007 tenia 1.797 habitants.

## Demografia

### Població
El 2007 la població de fet de Pont-l'Abbé-d'Arnoult era de 1.797 persones. Hi havia 762 famílies de les quals 239 eren unipersonals (109 homes vivint sols i 130 dones vivint soles), 263 parelles sense fills, 201 parelles amb fills i 59 famílies monoparentals amb fills.
La població ha evolucionat segons el següent gràfic:
Habitants censats

### Habitatges
El 2007 hi havia 897 habitatges, 783 eren l'habitatge principal de la família, 38 eren segones residències i 76 estaven desocupats. 760 eren cases i 136 eren apartaments. Dels 783 habitatges principals, 526 estaven ocupats pels seus propietaris, 250 estaven llogats i ocupats pels llogaters i 7 estaven cedits a títol gratuït; 17 tenien una cambra, 54 en tenien dues, 121 en tenien tres, 214 en tenien quatre i 376 en tenien cinc o més. 605 habitatges disposaven pel capbaix d'una plaça de pàrquing. A 400 habitatges hi havia un automòbil i a 298 n'hi havia dos o més.

### Piràmide de població
La piràmide de població per edats i sexe el 2009 era:
| Homes | Edats   | Dones |
| ----- | ------- | ----- |
| 0     | 95 o +  | 0     |
| 8     | 90 a 94 | 4     |
| 0     | 85 a 89 | 36    |
| 12    | 80 a 84 | 28    |
| 24    | 75 a 79 | 24    |
| 56    | 70 a 74 | 44    |
| 52    | 65 a 69 | 56    |
| 48    | 60 a 64 | 44    |
| 40    | 55 a 59 | 52    |
| 56    | 50 a 54 | 56    |
| 72    | 45 a 49 | 48    |
| 48    | 40 a 44 | 84    |
| 72    | 35 a 39 | 52    |
| 60    | 30 a 34 | 76    |
| 32    | 25 a 29 | 32    |
| 36    | 20 a 24 | 28    |
| 52    | 15 a 19 | 48    |
| 96    | 10 a 14 | 72    |
| 80    | 5 a 9   | 36    |
| 40    | 0 a 4   | 28    |

## Economia
El 2007 la població en edat de treballar era de 1.079 persones, 736 eren actives i 343 eren inactives. De les 736 persones actives 638 estaven ocupades (349 homes i 289 dones) i 98 estaven aturades (43 homes i 55 dones). De les 343 persones inactives 130 estaven jubilades, 117 estaven estudiant i 96 estaven classificades com a «altres inactius».

### Ingressos
El 2009 a Pont-l'Abbé-d'Arnoult hi havia 755 unitats fiscals que integraven 1.740,5 persones, la mediana anual d'ingressos fiscals per persona era de 16.138 €.

### Activitats econòmiques
Dels 123 establiments que hi havia el 2007, 3 eren d'empreses extractives, 5 d'empreses alimentàries, 7 d'empreses de fabricació d'altres productes industrials, 16 d'empreses de construcció, 38 d'empreses de comerç i reparació d'automòbils, 1 d'una empresa de transport, 10 d'empreses d'hostatgeria i restauració, 1 d'una empresa d'informació i comunicació, 8 d'empreses financeres, 4 d'empreses immobiliàries, 9 d'empreses de serveis, 10 d'entitats de l'administració pública i 11 d'empreses classificades com a «altres activitats de serveis».
Dels 40 establiments de servei als particulars que hi havia el 2009, 1 era una oficina de correu, 2 oficines bancàries, 6 tallers de reparació d'automòbils i de material agrícola, 1 taller d'inspecció tècnica de vehicles, 1 autoescola, 3 paletes, 4 guixaires pintors, 3 fusteries, 2 lampisteries, 2 electricistes, 1 empresa de construcció, 4 perruqueries, 1 veterinari, 4 restaurants, 1 agència immobiliària, 1 tintoreria i 3 salons de bellesa.
Dels 21 establiments comercials que hi havia el 2009, 1 era un supermercat, 2 grans superfícies de material de bricolatge, 1 una botiga de més de 120 m², 4 fleques, 3 carnisseries, 1 una peixateria, 2 llibreries, 1 una botiga de mobles, 1 una botiga de material esportiu, 3 drogueries i 2 floristeries.
L'any 2000 a Pont-l'Abbé-d'Arnoult hi havia 27 explotacions agrícoles que ocupaven un total de 832 hectàrees.

## Equipaments sanitaris i escolars
El 2009 hi havia 2 farmàcies i 1 ambulància.
El 2009 hi havia 2 escoles elementals. A Pont-l'Abbé-d'Arnoult hi havia 1 col·legi d'educació secundària i 1 liceu d'ensenyament general. Als col·legis d'educació secundària hi havia 414 alumnes i als liceus d'ensenyament general 299.

## Poblacions més properes
El següent diagrama mostra les poblacions més properes.